# Macromia clio
Macromia clio är en trollsländeart som beskrevs av Friedrich Ris 1916. Macromia clio ingår i släktet Macromia och familjen skimmertrollsländor. Inga underarter finns listade i Catalogue of Life.